# كيتشي (لويزيانا)
كيتشي (بالإنجليزية: Keachi, Louisiana)‏ هي بلدة أمريكية تقع في الولايات المتحدة في لويزيانا. يقدر عدد سكانها بـ 323 نسمة .

## التركيبة السكانية
حدّد مكتب تعداد الولايات المتحدة بيانات التركيبة السكانية لكيتشي في تعداد الولايات المتحدة. في ما يلي، التركيبة السكانية حسب تعدادي 2000 و2010.

### تعداد عام 2000
بلغ عدد سكان كيتشي 323 نسمة بحسب تعداد عام 2000، وبلغ عدد الأسر 135 أسرة وعدد العائلات 92 عائلة مقيمة في البلدة. في حين سجلت الكثافة السكانية 24.6 نسمة لكل كيلومتر مربع (63.7/ميل2). وبلغ عدد الوحدات السكنية 147 وحدة بمتوسط كثافة قدره 11.2 لكل كيلومتر مربع (29.0/ميل2).
وتوزع التركيب العرقي للبلدة بنسبة 65.33% من البيض و29.41% من الأمريكيين الأفارقة و2.17% من الأعراق الأخرى و3.10% من عرقين مختلطين أو أكثر و2.79% من الهسبانيون أو اللاتينيون من أي عرق.
بلغ عدد الأسر 135 أسرة كانت نسبة 34.1% منها لديها أطفال تحت سن الثامنة عشر تعيش معهم، وبلغت نسبة الأزواج القاطنين مع بعضهم البعض 56.3% من أصل المجموع الكلي للأسر، ونسبة 8.1% من الأسر كان لديها معيلات من الإناث دون وجود شريك،  بينما كانت نسبة 3.7% من الأسر لديها معيلون من الذكور دون وجود شريكة وكانت نسبة 31.9% من غير العائلات. تألفت نسبة 29.6% من أصل جميع الأسر من عدة أفراد يعيشون في نفس المنزل ونسبة 14.8% كانت تتألف من شخص يعيش بمفرده يبلغ من العمر 65 عاماً أو أكثر. وبلغ متوسط حجم الأسرة المعيشية 2.39، أما متوسط حجم العائلات فبلغ 2.96.
بلغ العمر الوسطي للسكان 40.4 عاماً. وكانت نسبة 22.3% من القاطنين تحت سن الثامنة عشر، وكانت نسبة 10.5% بين الثامنة عشر والرابعة والعشرين عاماً، ونسبة 23.5% كانت واقعةً في الفئة العمرية ما بين الخامسة والعشرين والرابعة والأربعين عاماً، ونسبة 26.3% كانت ما بين الخامسة والأربعين والرابعة والستين، ونسبة 17.3% كانت ضمن فئة الخامسة والستين عاماً فما فوق. يوجد لكل 100 أنثى 90.0 ذكر، ويوجد لكل 100 أنثى في الثامنة عشر من عمرها فما فوق 93.1 ذكر.
بلغ متوسط دخل الأسرة في البلدة 31,071 دولارًا، أما متوسط دخل العائلة فبلغ 41,667 دولارًا. وكان متوسط دخل الذكور 25,625 دولارًا مقابل 20,625 دولارًا للإناث. وسجل دخل الفرد الخاص بالبلدة 16,225 دولارًا. وكانت نسبة 17.9% من العائلات ونسبة 23.4% من السكان تحت خط الفقر، وكان من هؤلاء نسبة 38.6% تحت سن الثامنة عشر ونسبة 26.2% في الخامسة والستين من العمر وما فوق.

### تعداد عام 2010
بلغ عدد سكان كيتشي 295 نسمة بحسب تعداد عام 2010، وبلغ عدد الأسر 122 أسرة وعدد العائلات 87 عائلة مقيمة في البلدة. في حين سجلت الكثافة السكانية 22.5 نسمة لكل كيلومتر مربع (58.3/ميل2). وبلغ عدد الوحدات السكنية 146 وحدة بمتوسط كثافة قدره 11.1 لكل كيلومتر مربع (28.7/ميل2).
وتوزع التركيب العرقي للبلدة بنسبة 79.32% من البيض و17.29% من الأمريكيين الأفارقة و1.36% من الأمريكيين ذوي الأصول الآسيوية و0.34% من الأعراق الأخرى و1.69% من عرقين مختلطين أو أكثر و6.44% من الهسبانيون أو اللاتينيون من أي عرق.
بلغ عدد الأسر 122 أسرة كانت نسبة 24.6% منها لديها أطفال تحت سن الثامنة عشر تعيش معهم، وبلغت نسبة الأزواج القاطنين مع بعضهم البعض 57.4% من أصل المجموع الكلي للأسر، ونسبة 10.7% من الأسر كان لديها معيلات من الإناث دون وجود شريك،  بينما كانت نسبة 3.3% من الأسر لديها معيلون من الذكور دون وجود شريكة وكانت نسبة 28.7% من غير العائلات. تألفت نسبة 25.4% من أصل جميع الأسر من عدة أفراد يعيشون في نفس المنزل ونسبة 11.5% كانت تتألف من شخص يعيش بمفرده يبلغ من العمر 65 عاماً أو أكثر. وبلغ متوسط حجم الأسرة المعيشية 2.42، أما متوسط حجم العائلات فبلغ 2.91.
بلغ العمر الوسطي للسكان 44.1 عاماً. وكانت نسبة 19.7% من القاطنين تحت سن الثامنة عشر، وكانت نسبة 6.8% بين الثامنة عشر والرابعة والعشرين عاماً، ونسبة 24.7% كانت واقعةً في الفئة العمرية ما بين الخامسة والعشرين والرابعة والأربعين عاماً، ونسبة 31.2% كانت ما بين الخامسة والأربعين والرابعة والستين، ونسبة 17.6% كانت ضمن فئة الخامسة والستين عاماً فما فوق. وتوزع التركيب الجنسي للسكان بنسبة 50.5% ذكور و49.5% إناث.

## أعلام
- بيت بارنز